# Petinomys genibarbis
Lo scoiattolo volante dai mustacchi (Petinomys genibarbis Horsfield, 1822) è uno scoiattolo volante originario del Sud-est asiatico.

## Descrizione
Lo scoiattolo volante dai mustacchi ha una lunghezza testa-corpo di 16-18 cm e una coda di 15,5-18,8 cm. Le regioni superiori sono bruno-rossastre con sottopelo grigio: anteriormente sono macchiate di grigio, ma posteriormente sono rossastre; la colorazione rossastra, unita a quella grigia del sottopelo, conferisce all'animale un'insolita tinta rosata. Le regioni inferiori sono color crema o camoscio-arancio. Il patagio presenta il margine bianco. La coda è di color ruggine, con alcune striature di un marrone più scuro. Presenta peli biancastri alla base di ciascun orecchio e un caratteristico ciuffo di lunghe vibrisse sulle guance, dietro agli occhi. Le bolle timpaniche hanno un aspetto ad alveare.

## Distribuzione e habitat
Lo scoiattolo volante dai mustacchi vive nelle foreste pluviali tropicali di Sumatra, Giava, penisola malese e delle regioni settentrionali del Borneo.

## Biologia
Lo scoiattolo volante dai mustacchi è un animale notturno. Si incontra soprattutto nelle foreste pluviali primarie di pianura, ma anche in alcune foreste secondarie.

## Conservazione
Lo scoiattolo volante dai mustacchi è minacciato dalla deforestazione e la IUCN lo classifica tra le specie vulnerabili.